# Tulcus
Tulcus es un género de escarabajos longicornios de la tribu Onciderini.

## Especies
- Tulcus amazonicus (Thomson, 1860)
- Tulcus crudus (Erichson, 1847)
- Tulcus diaphorus Martins & Galileo, 2009
- Tulcus dimidiatus (Bates, 1865)
- Tulcus distinctus (Dillon & Dillon, 1945)
- Tulcus fulvofasciatus (Dillon & Dillon, 1945)
- Tulcus hebes (Dillon & Dillon, 1945)
- Tulcus liturus (Dillon & Dillon, 1945)
- Tulcus lycimnius (Dillon & Dillon, 1945)
- Tulcus obliquefasciatus (Dillon & Dillon, 1952)
- Tulcus paganus (Pascoe, 1859)
- Tulcus pallidus (Dillon & Dillon, 1945)
- Tulcus pepoatus (Martins & Galileo, 1996)
- Tulcus picticornis (Bates, 1865)
- Tulcus pigrus (Martins & Galileo, 1990)
- Tulcus pullus (Dillon & Dillon, 1945)
- Tulcus santossilvai Pérez-Flores & Nearns, 2021
- Tulcus signaticorne (Thomson, 1868)
- Tulcus somus (Dillon & Dillon, 1945)
- Tulcus subfasciatus (Thomson, 1860)
- Tulcus thysbe (Dillon & Dillon, 1945)
- Tulcus tigrinatus (Thomson, 1868)